# Chekfa
Chekfa là một đô thị thuộc tỉnh Jijel, Algérie. Dân số thời điểm năm 2002 là 25.187 người.